# Gnathonemus longibarbis
Gnathonemus longibarbis là một loài cá thuộc họ Mormyridae. Nó được tìm thấy ở Burundi, Cộng hòa Dân chủ Congo, Kenya, and Tanzania. Các môi trường sống tự nhiên của chúng là sông, hồ nước ngọt, đầm lầy nước ngọt, and inland deltas.